# 川底佛堂
川底佛堂，位于中华人民共和国山西省晋城市泽州县川底乡川底村文明街62号，是一座汉传佛教寺院。

## 简介
川底佛堂坐北朝南，占地面积233平方米，共有一进院落。正殿是主要建筑，创建时间不详，元朝至顺三年（1335年）曾修葺，现存建筑是金代风格。正殿面阔三间，进深四椽，平面近方形，单檐九脊顶，覆灰筒板瓦。梁架采用四椽栿通达前后檐用两柱。四椽栿前后各座在柱头铺作上面。四椽栿上有驼峰、栌斗、替木，以承托平梁。平梁两端施有叉手捧戗于脊槫，中置蜀柱，蜀柱下有合沓，上座栌斗施有十字斗拱以承托脊槫。昂尾延伸而成丁栿，挑斡于四椽栿下皮。承托平梁的驼峰中插有角梁。前檐柱头四铺作单下昂，蚂蚱头耍头，琴面真昂。补间铺作分别施一朵。转角四铺采用单抄，45度出斜拱。四周柱是砂石柱，四角柱侧脚比较明显。
川底佛堂曾在1960年代至1970年代接受维修。此后长期缺乏维护，损毁十分严重。到2015年初，正殿大部分早已坍塌，仅有里头一间残存部分屋顶。
2013年3月5日，川底佛堂公布为第七批全国重点文物保护单位，编号7-0815-3-113。
2015年1月，泽州县旅游文物局对泽州县川底佛堂保护修缮工程进行了招标。